# Coreografía (baile)

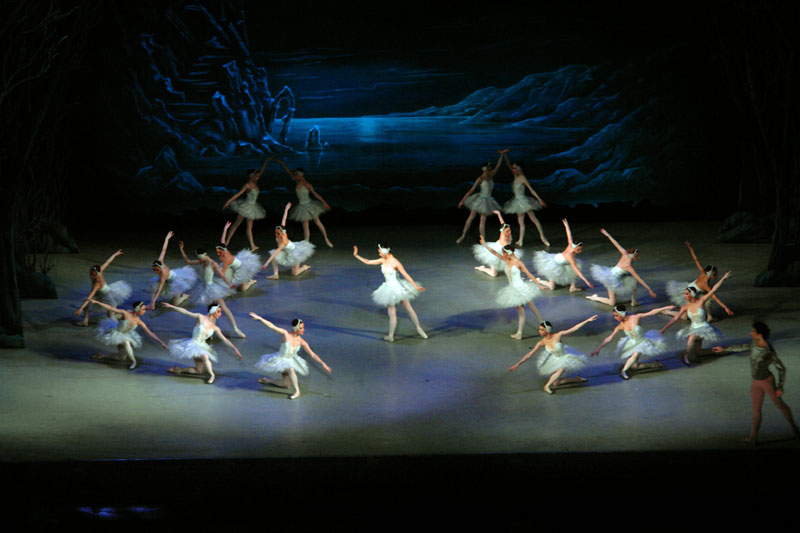
Representación de "El lago de los cisnes", de Piotr Ilich Chaikovski.

La coreografía (literalmente «escritura de la danza», también llamada composición),  del griego χορεία (danza circular, corea) y γραφή (escritura), es el arte de crear estructuras en las que suceden movimientos. El término composición también puede referirse a la navegación o conexión de estas estructuras de movimientos. La estructura de movimientos puede ser considerada como la coreografía. Las personas que crean la coreografía son llamados coreógrafos/coreógrafas.
Si bien es usado principalmente en relación con la danza, el término coreografía puede ser aplicado en varios escenarios, entre ellos:
- Combate escénico (coreografía de acción o de lucha)
- Gimnasia
- Patinaje artístico sobre ruedas
- Patinaje artístico sobre hielo
- Ballet clásico
- Banda de marcha
- Cinematografía

## Tipos de coreografía

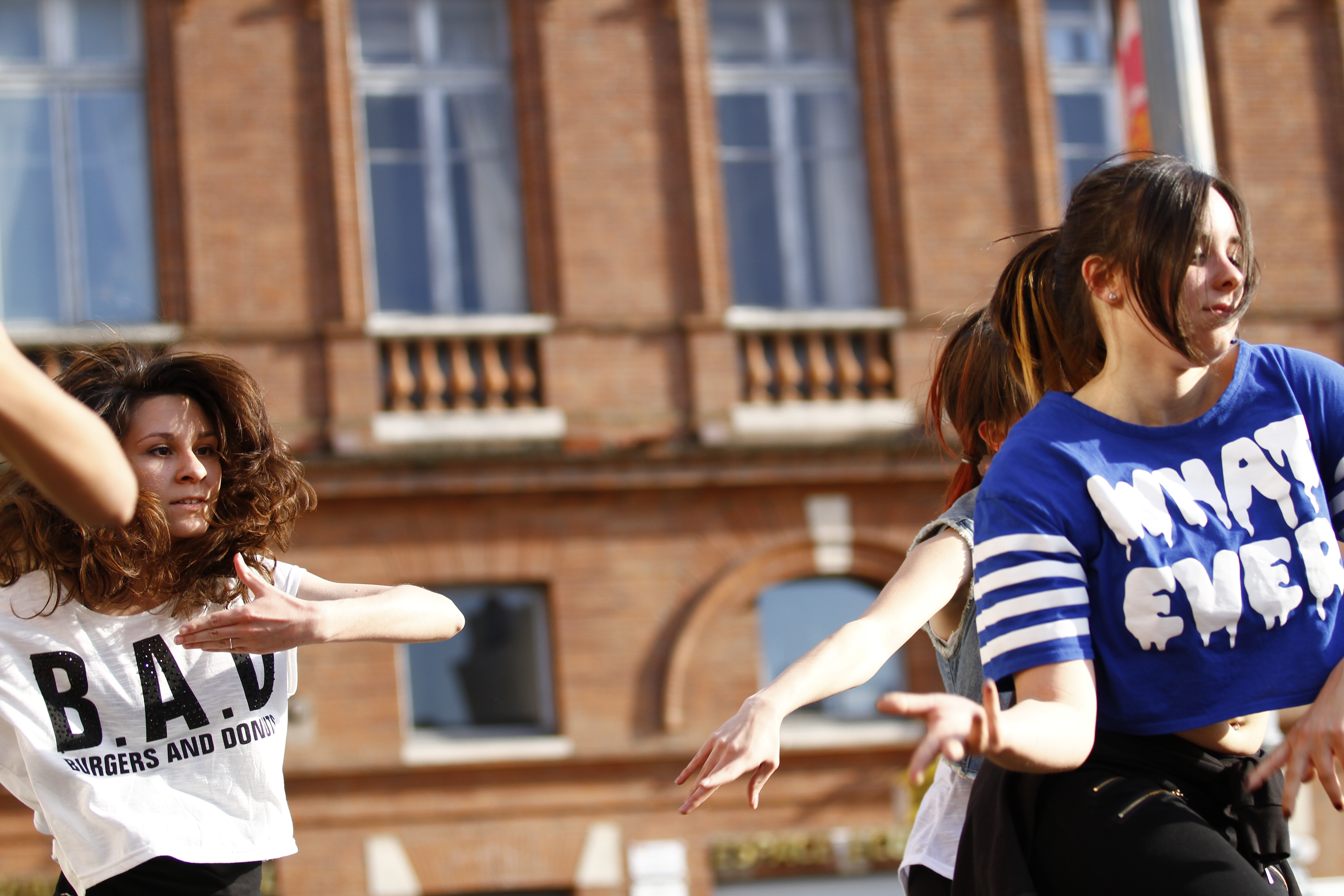
Bailarinas realizando una coreografía K-pop (pop coreano), el 18 de mayo de 2014, en un festival cultural en Toulouse, Francia.

Dependiendo del número de integrantes, el uso del espacio, la música o la referencia de creación, la coreografía puede clasificarse de diversas formas.

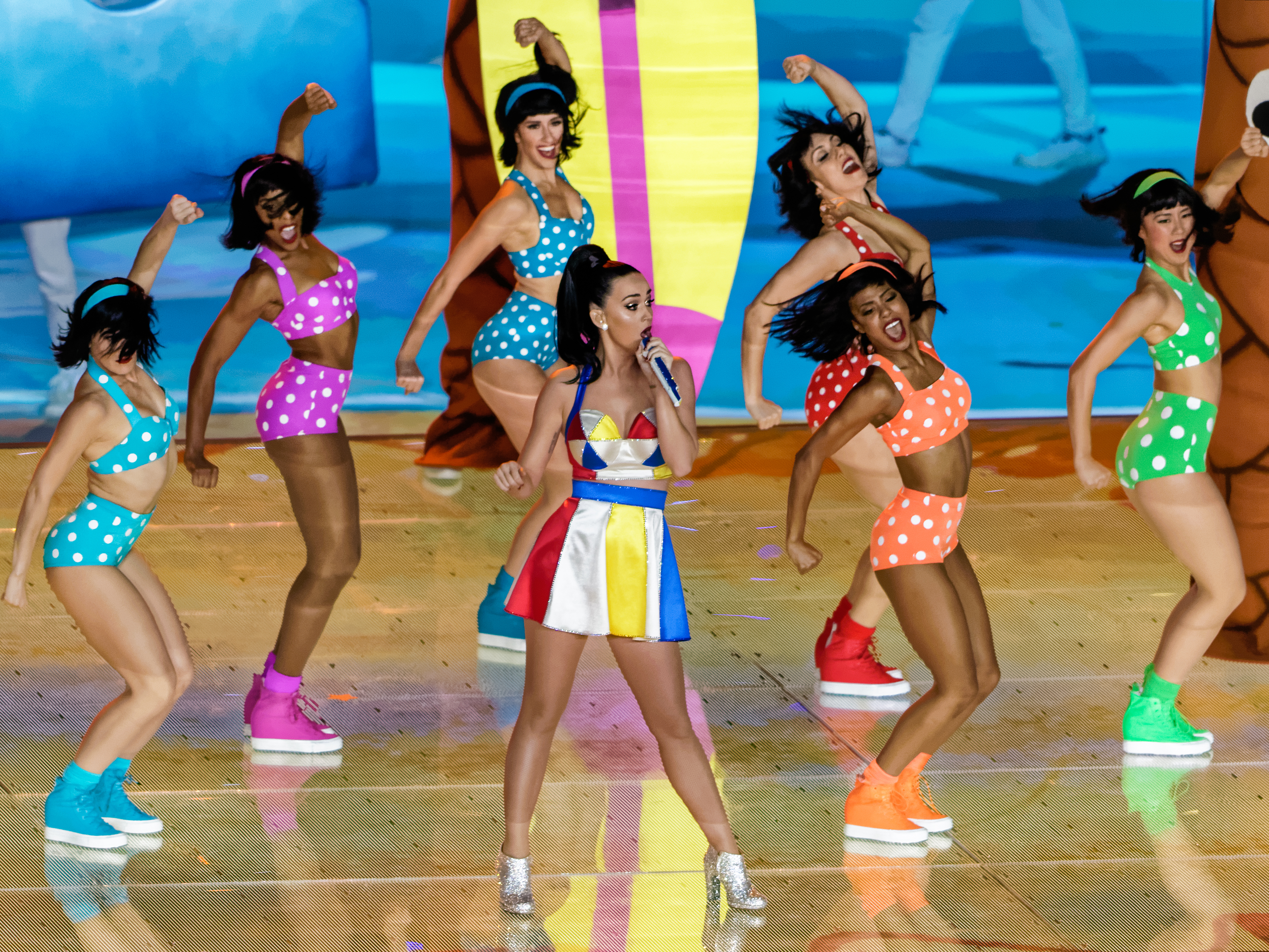
Katy Perry interpretando "California Gurls" en el espectáculo de medio tiempo del Super Bowl XLIX, en Glendale, Arizona, Estados Unidos, el 1 de febrero de 2015.

- Coreografía grupal: ésta es la danza más usada en todo el mundo. Estas se construyen por el coreógrafo quien corrige los movimientos que se actuaran, para ser una coreografía grupal tiene que haber de 2 personas en adelante, o una persona que haga bailar al público.
- Coreografía expresiva: es aquella en la que recurren expresiones interjectivas y diversas manifestaciones de la danza.
- Coreografía distributiva: está marcada por una división. Mientras que las otras personas bailan, el principal hace actos pero vuelve a recurrir a ellos, se pueden dividir entre las personas por ejemplo: la principal danza igual que cinco personas colocadas atrás, mientras que dos al lado del principal danzan igual pero diferente a los otros.
- Coreografía principal: el bailarín va hacia la persona principal, pero también dirigida hacia los bailarines.
- Coreografía folclórica: ésta es la más usada entre los pueblos rurales en la que destacan los bailes o danzas culturales sembrada en un país. Ésta la usan más los países para destacar la cultura entre las personas y dar conciencia al pueblo y entretenerlos.
- Coreografía histórica: es aquella en la que se reproduce un acontecimiento histórico o de gran importancia.
- Coreografía simétrica: en las que los movimientos siguen un equilibrio de simetría entre dos partes del cuerpo o del espacio.
- Coreografía asimétrica: es aquella en la que sus movimientos se realizan teniendo en cuenta la simetría para desequilibrarla.
- Coreografía del espacio parcial: la que ocupa solo una parte del escenario.
- Coreografía individual: cuando un bailarín/actor/intérprete realiza un solo.

Para hacer una coreografía se puede plantear de esta manera: se necesita hacer una planigrafia, consistente en plasmar los movimientos de los artistas en un papel; la planigrafia normalmente la hace el coreógrafo, ya que con este material puede dirigir a un grupo grande de personas en el escenario.